# Vuelta a España 2007
62. Vuelta a España odbyła się w dnich 1-23 września 2007. Podczas 21 etapów kolarze przejechali 3291 km. Wyścig rozpoczął się w Vigo, zakończył się zaś w Madrycie. Ostatecznym zwycięzcą został Denis Mienszow.

## Lista etapów
| Etap | Data        | Miasta                                      | Długość     | Zwycięzca etapu     | Lider po etapie   |
| ---- | ----------- | ------------------------------------------- | ----------- | ------------------- | ----------------- |
| 1.   | 1 września  | Vigo – Vigo                                 | 146,4 km    | Daniele Bennati     | Daniele Bennati   |
| 2.   | 2 września  | Allariz – Santiago de Compostela            | 148,7 km    | Óscar Freire        | Óscar Freire      |
| 3.   | 3 września  | Viveiro – Luarca                            | 153 km      | Paolo Bettini       | Óscar Freire      |
| 4.   | 4 września  | Langreo – Lagos de Covadonga                | 185,1 km    | Władimir Jefimkin   | Władimir Jefimkin |
| 5.   | 5 września  | Cangas de Onís – Reinosa                    | 157,4 km    | Óscar Freire        | Władimir Jefimkin |
| 6.   | 6 września  | Reinosa – Logroño                           | 184,3 km    | Óscar Freire        | Władimir Jefimkin |
| 7.   | 7 września  | Calahorra – Saragossa                       | 176,3 km    | Erik Zabel          | Władimir Jefimkin |
| 8.   | 8 września  | Cariñena – Saragossa (ITT)                  | 52,2 km     | Bert Grabsch        | Stijn Devolder    |
| 9.   | 9 września  | Huesca – stacja narciarska Cerler           | 167,6 km    | Leonardo Piepoli    | Denis Mienszow    |
| 10.  | 10 września | Benasque – stacja narciarska Ordino Arcalís | 214 km      | Denis Mienszow      | Denis Mienszow    |
| 11.  | 12 września | Castellón de la Plana – Algemesí            | 191,3 km    | Alessandro Petacchi | Denis Mienszow    |
| 12.  | 13 września | Algemesí – Hellín                           | 176 km      | Alessandro Petacchi | Denis Mienszow    |
| 13.  | 14 września | Hellín – Torre-Pacheco                      | 176,4 km    | Andreas Klier       | Denis Mienszow    |
| 14.  | 15 września | Puerto Lumbreras – Villacarrillo            | 207 km      | Jason McCartney     | Denis Mienszow    |
| 15.  | 16 września | Villacarrillo – Granada                     | 201,4 km    | Samuel Sánchez      | Denis Mienszow    |
| 16.  | 18 września | Jaén – Puertollano                          | 165 km      | Leonardo Duque      | Denis Mienszow    |
| 17.  | 19 września | Ciudad Real – Talavera de la Reina          | 175 km      | Daniele Bennati     | Denis Mienszow    |
| 18.  | 20 września | Talavera de la Reina – Ávila                | 153,5 km    | Luis Pérez          | Denis Mienszow    |
| 19.  | 21 września | Ávila – Alto de Abantos                     | 133 km      | Samuel Sánchez      | Denis Mienszow    |
| 20.  | 22 września | Villalba – Villalba                         | 20 km (ITT) | Samuel Sánchez      | Denis Mienszow    |
| 21.  | 23 września | Rivas Vaciamadrid – Madryt                  | 104,2 km    | Daniele Bennati     | Denis Mienszow    |

## Końcowa klasyfikacja generalna
| Miejsce | Zawodnik                 | Kraj      | Drużyna               | Czas      |
| ------- | ------------------------ | --------- | --------------------- | --------- |
| 1.      | Denis Mienszow           | Rosja     | Rabobank              | 80h59'07" |
| 2.      | Carlos Sastre            | Hiszpania | Team CSC              | + 3'31"   |
| 3.      | Samuel Sánchez           | Hiszpania | Euskaltel-Euskadi     | + 3'46"   |
| 4.      | Cadel Evans              | Australia | Predictor-Lotto       | + 3'56"   |
| 5.      | Ezequiel Mosquera Miguez | Hiszpania | Karpin Galicia        | + 6'34"   |
| 6.      | Władimir Jefimkin        | Rosja     | Caisse d'Epargne      | + 7'07"   |
| 7.      | Władimir Karpiec         | Rosja     | Caisse d'Epargne      | + 8'09"   |
| 8.      | Igor Antón               | Hiszpania | Euskaltel-Euskadi     | + 8'44"   |
| 9.      | Manuel Beltrán           | Hiszpania | Liquigas              | + 9'38"   |
| 10.     | Carlos Barredo           | Hiszpania | Quick Step-Innergetic | + 10'12"  |
| ...     | ...                      | ...       | ...                   | ...       |
| 25.     | Sylwester Szmyd          | Polska    | Lampre-Fondital       | + 44'25"  |

## Klasyfikacja górska
| Miejsce | Zawodnik          | Kraj      | Drużyna           | Punkty |
| ------- | ----------------- | --------- | ----------------- | ------ |
| 1.      | Denis Mienszow    | Rosja     | Rabobank          | 90     |
| 2.      | Jurgen Van Goolen | Belgia    | Discovery Channel | 78     |
| 3.      | Carlos Sastre     | Hiszpania | Team CSC          | 69     |

## Klasyfikacja punktowa
| Miejsce | Zawodnik        | Kraj      | Drużyna           | Punkty |
| ------- | --------------- | --------- | ----------------- | ------ |
| 1.      | Daniele Bennati | Włochy    | Lampre-Fondital   | 147    |
| 2.      | Denis Mienszow  | Rosja     | Rabobank          | 135    |
| 3.      | Samuel Sánchez  | Hiszpania | Euskaltel-Euskadi | 127    |

## Klasyfikacja kombinowana
| Miejsce | Zawodnik       | Kraj      | Drużyna           | Punkty |
| ------- | -------------- | --------- | ----------------- | ------ |
| 1.      | Denis Mienszow | Rosja     | Rabobank          | 4      |
| 2.      | Samuel Sánchez | Hiszpania | Euskaltel-Euskadi | 11     |
| 3.      | Carlos Sastre  | Hiszpania | Team CSC          | 15     |

## Klasyfikacja drużynowa
| Miejsce | Drużyna           | Kraj      | Czas       |
| ------- | ----------------- | --------- | ---------- |
| 1.      | Caisse d'Epargne  | Hiszpania | 242h55'05" |
| 2.      | Euskaltel-Euskadi | Hiszpania | + 12'43"   |
| 3.      | AG2R Prévoyance   | Francja   | + 30'25"   |